# San Bruno
San Bruno is een plaats (city) in de Amerikaanse staat Californië, en valt bestuurlijk gezien onder San Mateo County.

## Demografie
Bij de volkstelling in 2000 werd het aantal inwoners vastgesteld op 40.165.
In 2006 is het aantal inwoners door het United States Census Bureau geschat op 39.986, een daling van 179 (-0,4%).

## Geografie
Volgens het United States Census Bureau beslaat de plaats een oppervlakte van
14,1 km², geheel bestaande uit land.

## Plaatsen in de nabije omgeving
De onderstaande figuur toont nabijgelegen plaatsen in een straal van 8 km rond San Bruno.

## Geboren in San Bruno
- Ruggiero Ricci (1918-2012), violist
- Suzanne Somers (1946-2023), actrice